# Mouvement pour la défense des prisonniers politiques du Québec
Le Mouvement pour la défense des prisonniers politiques du Québec ou MDPPQ est un organisme québécois né dans les années 1970 qui était voué à la défense des militants du Front de libération du Québec. Il était présidé par Jean-Marie Cossette.
Les enquêtes des commissions Keable et MacDonald ont révélé que la Gendarmerie royale du Canada portait une attention particulière à ce mouvement en menant des opérations d'écoute électronique illégales contre le mouvement et ses dirigeants.